# Coulrofòbia

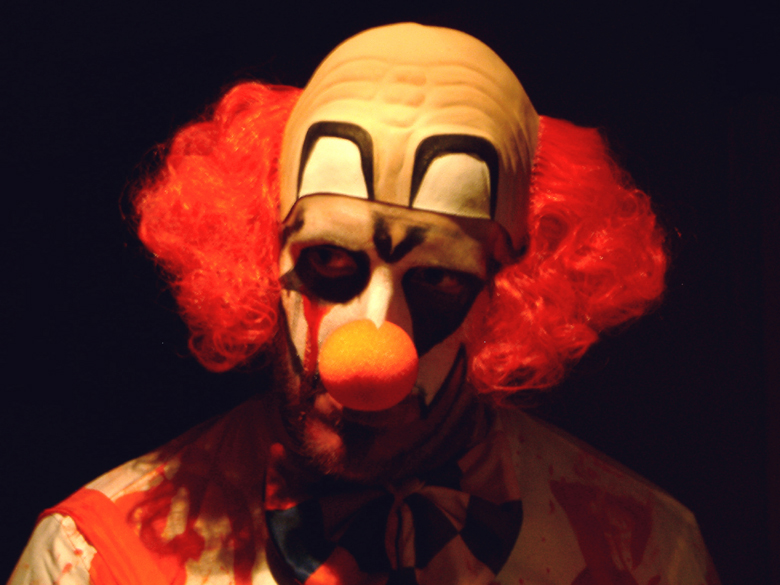
Imatge d'un pallasso que pretén fer por.

La coulrofòbia és la fòbia o por irracional als pallassos. En discussions sobre causes de la coulrofòbia, els pacients estan d'acord que l'aspecte que més els atemoreix és el maquillat excessiu, sovint acompanyat del típic nas de color vermell i del color estrany del seu cabell que acompanyen la identitat del pallasso.
Els afectats sovint adquireixen aquesta por després d'haver tingut alguna mala experiència amb algun d'ells, o d'haver-ne vist algun retrat sinistre als mitjans audiovisuals, especialment amb l'estereotip del pallasso malèfic. Inspirat en "Pennywise" el dolent de la saga de llibres i pel·lícules It o el "Joker" de DC Comics.
L'origen de la paraula es remunta als 1980s en anglès, com a neologisme derivat del grec kōlobatheron "xanques" + -phobia "mania".